# Эскофье, Марсель
Марсе́ль Эскофье́ (фр. Marcel Escoffier, полное имя — Marcel Delphin Escoffier; 29 ноября 1910, Монте-Карло, Монако — 9 января 2001, Аричча, Лацио, Италия) — французский художник по костюмам театра и кино.

## Биография
Марсель Эскофье родился 29 ноября 1910 года в Монте-Карло, в Монако.
После учёбы в Школе декоративных искусств в Париже Эскофье начал работать в качестве ассистента дизайнера в театре в 1938 году.
В 1945 году он принял участие в создании костюмов для фильма «Красавица и чудовище» (1946) знаменитого поэта, драматурга и режиссёра Жана Кокто. Позже Эскофье участвовал в работе ещё над тремя фильмами Кокто — «Двуглавый орёл» (1948), «Ужасные родители» (1948), «Орфей», (1950). Были и другие звёздные постановки в сотрудничестве с выдающимися французскими режиссёрами, например: «Фанфан-Тюльпан» (1952) режиссёра Кристиана-Жака, «Принцесса Клевская» (1961) режиссёра Жана Деланнуа, «Майерлинг» (1968) режиссёра Теренса Янга.
Марсель Эскофье часто создавал костюмы для фильмов с участием Жана Марэ, таких, как, например, «Кармен» (1945), «Рюи Блаз» (1947), «Тайна Майерлинга» (1949), «Кожаный нос» (1952), «Берегись, Ла Тур!» (1958), к фильму «Отверженные» (1958) с Жаном Габеном режиссёра Жана-Поля Ле Шануа. Принимал участие в создании костюмов для итальянских фильмов и совместного итало-испанского производства, в том числе для фильма «Чувство» (1954) великого итальянского режиссёра Лукино Висконти, где отвечал за костюмы исполнителей главных ролей.
Всего за период с 1939 по 1977 год Марсель Эскофье работал в 48 кинофильмах. Последняя работа Марселя Эскофье состоялась в 1977 году в мини-сериале итальянского режиссёра Франко Дзеффирелли «Иисус из Назарета». Это был единственный раз, когда Марсель Эскофье работал на телевидении.
На протяжении всей творческой деятельности Марсель Эскофье часто работал в драматических театрах (по большей части во Франции, два раза на Бродвее в Нью-Йорке), а также в оперных театрах — сотрудничал с Гербертом фон Караяном, Франко Дзеффирелли, Марией Каллас, и др.
Марсель Эскофье скончался 9 января 2001 года в городе Аричча, в Италии, в возрасте 90 лет.

## Фильмография
Художник по костюмам
- 1938 — «Три вальса[фр.]», реж. Л. Бергер
- 1939 — «Белые рабыни» / L’esclave blanche
- 1944 — «Дьявол в колледже» / Il diavolo va in collegio, реж. Ж. Буайе
- 1945 — «Кармен» / Carmen, реж. Кристиан-Жак
- 1946 — «Страна без звёзд[фр.]», реж. Ж. Лакомб
- 1946 — «Красавица и чудовище», реж. Ж. Кокто
- 1946 — «Идиот», реж. Ж. Лампен
- 1947 — «Рюи Блаз», реж. П. Бийон
- 1948 — «Двуглавый орёл», реж. Ж. Кокто
- 1948 — «Ужасные родители», реж. Ж. Кокто
- 1948 — «Рокамболь[фр.]» и «Реванш Баккары[фр.]», реж. Ж. де Баронселли
- 1949 — «Тайна Майерлинга», реж. Ж. Деланнуа
- 1949 — «Сингоалла[фр.]», реж. Кристиан-Жак
- 1950 — «Орфей», реж. Ж. Кокто
- 1950 — «Балерина[фр.]», реж. Л. Бергер
- 1950 — «Бог нуждается в людях[фр.]», реж. Ж. Деланнуа
- 1951 — «Дикий ребёнок[фр.]», реж. Ж. Деланнуа
- 1952 — «Фанфан-Тюльпан», реж. Кристиан-Жак
- 1952 — «Кожаный нос[фр.]», реж. И. Аллегре
- 1952 — «Императорские фиалки[фр.]», реж. Р. Потье
- 1953 — «Лукреция Борджиа[фр.]», реж. Кристиан-Жак
- 1953 — «Чувство», реж. Л. Висконти
- 1953 — «Красавица из Кадиса» / La belle de Cadix, реж. Р. Потье и Э. Ф. Ардавин
- 1954 — «Прекрасная Отеро[фр.]», реж. Р. Потье
- 1954 — «Судьба[фр.]» (фрагмент «Лисистрата»), реж. Кристиан-Жак
- 1954 — «Мадам Дюбарри[фр.]», реж. Кристиан-Жак
- 1955 — «Андре Шенье[англ.]» («Глоток свободы»), реж. К. Фракасси
- 1955 — «Лола Монтес», реж. М. Офюльс
- 1955 — «Нана[фр.]», реж. Кристиан-Жак
- 1956 — «Михаил Строгов[фр.]», реж. К. Галлоне
- 1956 — «Дамский портной[фр.]», реж. Ж. Буайе (вместе с Пьером Карденом)
- 1957 — «Чужие жёны[фр.]», реж. Ж. Дювивье
- 1958 — «Берегись, Ля Тур!», реж. Ж. Лампен
- 1958 — «Отверженные», реж. Ж.-П. Ле Шануа
- 1959 — «Бурная ночь», реж. М. Болоньини
- 1960 — «Умереть от наслаждения» («Кровь и розы»), реж. Р. Вадим
- 1961 — «Принцесса Клевская», реж. Ж. Деланнуа
- 1961 — «Да здравствует Генрих IV, да здравствует любовь», реж. К. Отан-Лара
- 1961 — «Мадам Сан-Жен», реж. Кристиан-Жак
- 1964 — «Леди Л.», реж. П. Устинов
- 1964 — «Равнодушные[англ.]», реж. Ф. Мазелли
- 1966 — «Потерянная женщина» / La mujer perdida, реж. Т. Демичелли
- 1967 — «Отец семейства[англ.]», реж. Н. Лой
- 1967 — «Семь раз женщина», реж. В. де Сика
- 1968 — «Майерлинг», реж. Т. Янг
- 1971 — «Повторный брак», реж. Ж.-П. Раппно
- 1974 — «Поездка», реж. В. де Сика
- 1977 — «Иисус из Назарета» (ТВ, мини-сериал), реж. Ф. Дзеффирелли

## Театр
Художник по костюмам
(неполный перечень)

### Драма
- 1952 — «На земле, как на небе» из Фрица Хошуолдера, адаптация и режиссура Жана Меркура, с Жаном Дэви (Théâtre de l’Athénée-Louis-Jouvet, Париж)
- 1954 — «Мизантроп» Мольера, режиссёр Жан-Луи Барро, в ролях Мадлен Рено, Жан-Луи Барро, Пьер Бертен, Симона Валер, Жан Десайи (Театр Мариньи, Париж, включая гастроли в 1956 г. в Théâtre de l’Athénée-Louis-Jouvet в Лионе, и в 1957 г. на Бродвее в Нью-Йорке)
- 1963 — «Дама с камелиями» А. Дюма-сына, адаптация Terrence McNally, постановка и декорации Франко Дзеффирелли, женские костюмы — Пьер Карден, в главной роли Сюзан Страсберг (Бродвей, Нью-Йорк)
- 1960 — «Семейные радости» из Филиппа Эриа, режиссёр Клод Sainval, постановщик Леон Барсак, женские костюмы — Пьер Карден, в ролях Габи Морлей, Марсель Cuvelier (Театр Елисейских Полей, Париж)
- 1968 — «Федра» Расина, постановщик Леон Барсак, в ролях Мэри Белл, Жан Шевриё, Жак Дакмин (экранизирована Пьером Журданом)

### Опера
- 1964 — «Тоска» Пуччини, постановка, декорации и костюмы Франко Дзеффирелли (создание платьев для Марии Каллас — Марсель Эскофье), в главных партиях Мария Каллас, Ренато Чиони, Тито Гобби, хор и оркестр театра «Ковент-Гарден» (Лондон), дирижёр Карло Феличе Чилларио
- 1964 — «Норма» Беллини, постановка, декорации и костюмы Франко Дзеффирелли (создание платьев для Марии Каллас — Марсель Эскофье), в главных партиях Мария Каллас, Фьоренца Коссотто, хор и оркестр «Гранд-Опера» (Париж), дирижёр Жорж Претр
- 1965 — «Богема» Пуччини, декорации и постановка Франко Дзеффирелли, в главных партиях Мирелла Френи, Джанни Раймонди, Роландо Панераи, хор и оркестр театра «Ла Скала» (Милан), дирижёр Герберт фон Караян (экранизирована и выпущена на DVD)
- 1966 — «Дочь полка» Доницетти, в главных партиях Джоан Сазерленд, Лучано Паваротти, хор и оркестр театра «Ковент-Гарден» (Лондон), дирижёр Ричард Бонинг (в 1972 году возобновилась, в том числе в театре «Метрополитен-опера» в Нью-Йорке)